# Троицкая камвольная фабрика
Троицкая камвольная фабрика (ранее — Троицкая суконная фабрика, Троицкая шерсто-прядильная фабрика) — текстильное предприятие в Троицке в Новой Москве, основанное в конце XVIII века. Выпускает топс (гребённую чесальную ленту), шерстяную пряжу для вязания и производства камвольных (гладких шерстяных) тканей, постельное бельё, ранее специализировалось на выпуске тонкого и армейского сукна, хлопчатобумажных тканей.
С первой половины XIX века вплоть до конца 1960-х годов являлось градообразующим предприятием посёлка Троицкого. По состоянию на начало XXI века — самое большое по численности работников промышленное предприятие Троицка; входит в число шести крупнейших российских производителей пряжи из шерсти; контролируется германской компанией Lanatex.

## Основание
Общепринятой датой основания предприятия считается 1797 год, когда купцом А. П. Прохоровым в селе Троицком создано бумагопрядильное производство.
Существует мнение, что ещё с 1750-х годов в Троицком могла существовать полотняная фабрика, поскольку документально засвидетельствован факт одобрения Елизаветой Петровной просьбы владельца села Якова Матвеевича Евреинова о строительстве мануфактуры в Троицком за его собственный счёт. В перечне текстильных предприятий Московской губернии от 1773 года также есть упоминание суконной фабрики Евреинова в Троицком, упомянуто суконное производство в Троицком (наряду с полотняной фабрикой и конезаводом) в кадастровых документах 1776—1781 годов; но в губернском списке текстильных предприятий 1796—1799 годов такой фабрики нет.
Вопрос о времени создания производственного комплекса — плотины на Десне, цеховых корпусов, — дискуссионный, существуют мнения как о том, что они были построены во второй половине XVIII века при Евреиновых, так и о том, что производственные сооружения могли быть возведены только после 1832 года, а до этого производство не имело промышленного масштаба и насчитывало не более трёх станков.

## XIX век
В 1832 году село Троицкое, которым на тот момент владел камер-юнкер Дмитрий Павлович Лёвшин, было продано купцу 1-й гильдии Павлу Прохорову. 1833 годом датировано прошение Павла Прохорова о включении троицкой фабрики в список поставщиков сукна для армии. На 1845 год предприятие было оборудовано 115 станками, 115 машинами, оснащено водяным приводом, насчитывало 370 работников, ежегодный объём выпуска продукции составлял 75 руб. серебром.
Около 1848 года фабрику унаследовали сыновья Павла Прохорова — Иван и Гаврила, второй уступил свою долю, и Иван управлял предприятием до своей кончины в 1855 году. К 1855 году на фабрике было по 120 станков и машин, два водяных привода, численность работников составила 380 человек, а объём реализации достиг 100 руб. серебром.
Наследники Ивана Прохорова продали фабрику купцу 2-й гильдии Александру Александрову. В 1864 году работа фабрики приостанавливалась из-за разрушения гидротехнических сооружений вследствие паводка. В 1867 году фабрику унаследовал сын Александрова — Афанасий. К 1871 году на предприятии было 20 производственных корпусов, 3 общежития; здания, выстроенные во времена Александровых, были выполнены из красного кирпича с небольшими окнами, окантованными бордюром. По состоянию на 1872 году число работников составляло 386 человек, из них 118 — дети. К этому времени на фабрике в дополнение к производству армейского сукна освоен выпуск пряжи, байки, драпа.
В 1874 году производство было оборудовано паровыми машинами, количество работников составляло 202 человека, из них 27 детей. В это время в при фабрике существовала больница на 9 койко-мест и школа. Владелец по состоянию на 1879 год — купец Эдуард Эрнестович Купфер, управляющий — Эмиль Эдуардович Кенемаль, в 1880-е годы — полковник Николай Николаевич Войт; существует версия, что Войт владел фабрикой с 1874 года.

## Товарищество Троицкой суконной фабрики
С 1890 года фабрика принадлежала «Товариществу Троицкой суконной фабрики», которой владели фабрикант Риш и его наследники. Контора фирмы находилась на Чижовском подворье (в квартале, ограниченном Никольской улицей и Богоявленским, Старопанским и Большим Черкасским переулками).
По состоянию на 1908 год количество трудящихся на предприятии — 500 человек, заведующий товариществом — Эмиль Карлович Риш. Под его управлением фабрика существенно расширена, отстроено 10 новых производственных корпусов, несколько жилых и хозяйственных строений (3 общежития, дома для руководителей и мастеров, баня, пекарня), пущена электростанция для производственных нужд, установлены две паровые машины.
К 1914 году ассортимент продукции включал грубое сукно, галошную байку, ковровый драп, пряжу, был достигнут ежегодный объём выпуска около полумиллиона метров сукна и более 160 тонн шерсти. На фабрике работало 750 человек в две смены, продолжительность рабочего дня составляла 10—12 часов, среднемесячная заработная плата составляла 10—12 руб. у мужчин, 5—7 руб. у женщин, 3,5—5 руб. у детей. Зафиксированы воспоминания о тяжёлых условиях труда и быта: рабочим вручную приходилось носить мокрые ковры на морозе между цехами в разных корпусах, в заготовительном цехе стояла пыль, работники жили по 2—3 семьи в одной комнате, но и этого места не хватало — некоторым приходилось ночевать в цехах на шерстяных кипах. Были установлены штрафы за дисциплинарные нарушения, при этом пользование жильём, баней и больницей для рабочих было платным.

## Революция и гражданская война
После Февральской революции 1917 года на фабрике организован профсоюзный комитет, который добился повышения ставок оплаты труда и восьмичасового рабочего дня. После 1917 года общежития казарменного типа переоборудованы на комнатную систему. В 1918 году фабрика национализирована. Первые послереволюционные годы фабрика работала не на полную мощь и даже приостанавливала работу из-за перебоев с поставками топлива и сырья.
Сохранились воспоминания (записанные в 1930-е годы) о существовании в 1919 году на фабрике большевистской и меньшевистской ячеек и конфликте, вызванном сдачей меньшевиками оружия повстанцам-зеленоармейцам, в результате которого повстанцами были казнены два активиста-большевика, пытавшихся противостоять этому.

## Суконная фабрика в советский период

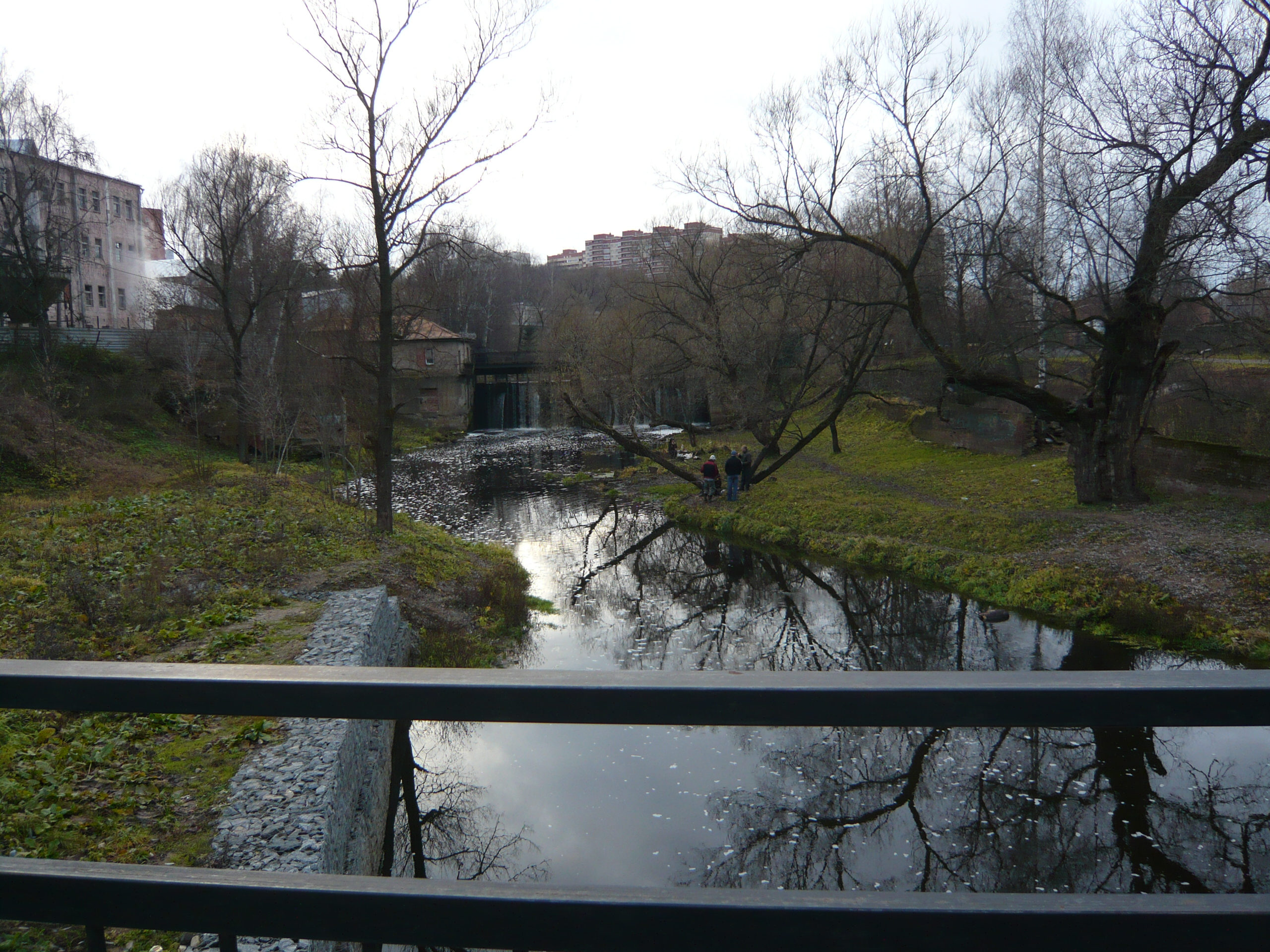
Вид на плотину суконной фабрики на Десне. На правом берегу реки (слева на фото) виден один из цеховых корпусов фабрики.

По состоянию на 1923 год фабрика входила в Камвольный трест Московского совнархоза и была оборудована тремя двигателями суммарной мощностью 432 лошадиных силы, 60 ткацкими станками и более 6 тыс. прядильных веретён, количество работников составляло 350 человек. В 1920-е годы осуществлено строительство нового жилья, к 1926 году посёлок насчитывал 20 жилых строений, его население превысило 1 тыс. человек, а к 1927 году количество работников на предприятии составило почти 800 человек (730 рабочих и 69 служащих). В 1928 году образован рабочий посёлок Троицкий — фабричное поселение получило официальный административный статус.
В 1929 году фабрика входила в Трест грубых сукон, выпускала шерстяные ткани, прессовое сукно, приводные ремни, общее число работников — 655 человек. В этом году предприятие возвело новую переливную плотину на Десне, выполненную из монолитного железобетона.
Ассортимент продукции 1940 года — один сорт шевиота и один сорт сукна. В 1940 году фабрике выделен участок 53 га для подсобного хозяйства, на котором выращивались овощи и зерновые, позднее заведён скот. В годы Великой Отечественной войны производство перепрофилировано на выпуск шинельного сукна. В годы войны 300 трудящихся фабрики ушли на фронт, 130 из них погибли.
В 1946—1947 году на фабрике проведена реконструкция, вместо старого оборудования производство оснащено аппаратами для выделки тонкого драпа. В 1947 году на работу было принято 477 человек и общее число работников превысило 1,1 тыс. Среди продукции послевоенных лет — трикотажные чулочно-носочные изделия, полушерстяные и пуховые платки, суконные рукавицы, драповые головные уборы — кепки и шапки-ушанки, суконная обувь (бурки).
В первой половине 1970-х годов предприятие выпускало костюмные, мебельные, обувные ткани, а также тканые материалы спецназначения — с огнестойкими и химзащитными пропитками.

## Камвольная фабрика

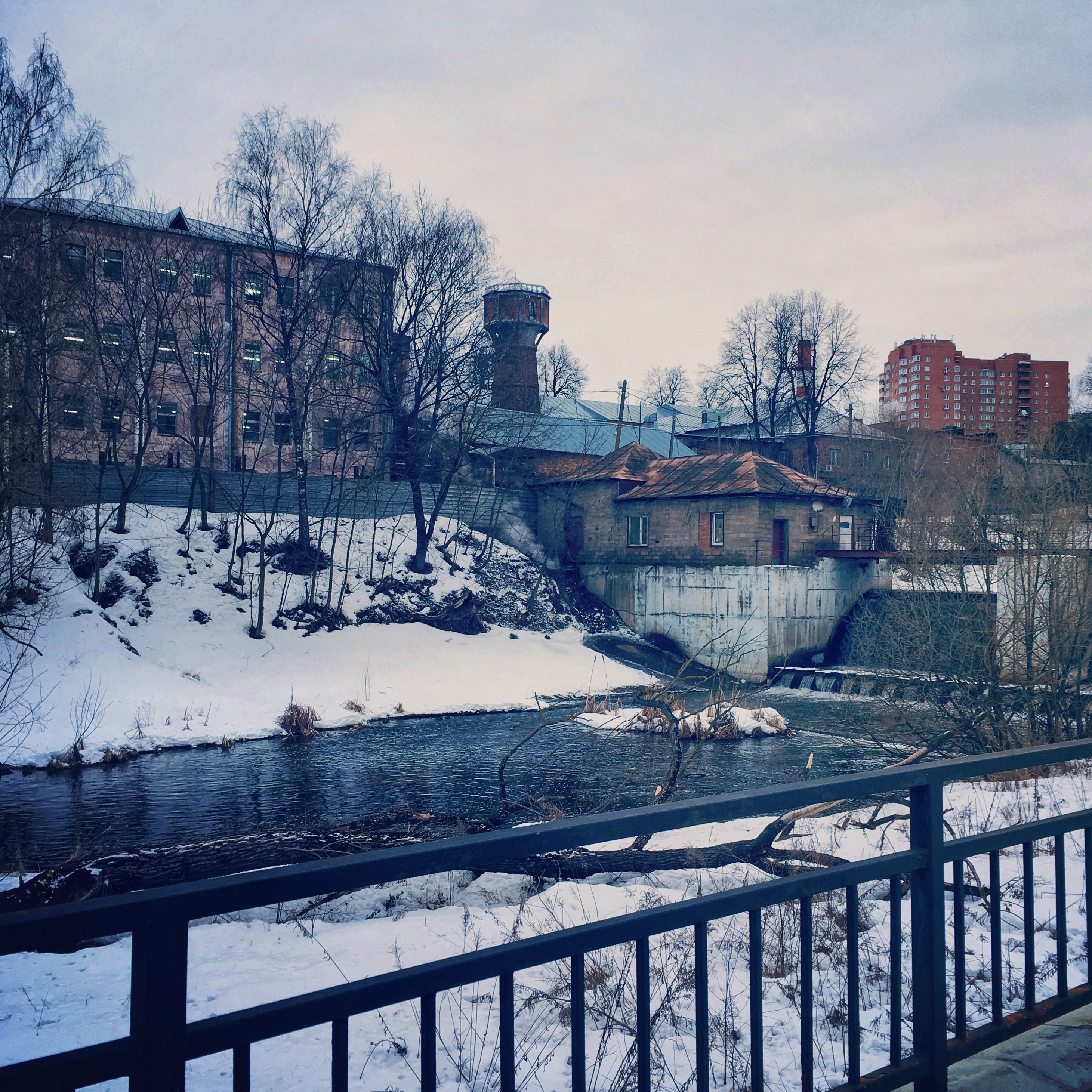
Плотина, водонапорная башня, часть производственного корпуса (2022)

В 1976 году фабрика переориентирована на выпуск топса и включена в состав Российского промышленного объединения по производству шерстяных тканей. В 1977 году фабрика, до этого момента называвшаяся «суконной», получила современное наименование — Троицкая камвольная фабрика.
В результате реконструкции 1976—1977 годов, старое суконное оборудование заменено на новое камвольное. Кардочесальный цех оснащён 11 машинами Tibbo (Франция) и 3 машинами Befama (ПНР); в гребнечесальном цехе установлено 62 гребнечесальных машины Schlumberger и 16 машин Textima (ГДР), а также ленточные машины (44 аппарата от Schlumberger и 16 производства Клинцовского завода текстильных машин); красильный цех оснащён бывшим в употреблении оборудованием — с других предприятий привезено 5 красильных аппаратов Textima, моечно-гладильно-сушильные агрегаты Fleisner, Textima и Prince Smith. Основная продукция после переостнастки — шерстяная и полушерстяная гребённая лента, поставлялась в основном на Московскую шерстопрядильную фабрику («Семёновская пряжа»).
В 1978 году количество работников предприятия составило 875 человек, объём реализации — 48 млн руб.
В 1992 году предприятие в рамках программы приватизации было акционировано. В 1990-е годы фабрика освоила производство пряжи для ручного и машинного вязания, пряжи для производства камвольных тканей.
По состоянию на 2007 год на фабрике работало около 500 человек, из них около половины — жители Троицка, годовая прибыль предприятия составила 6 млн руб. В том же году предприятие находилось в процессе выкупа земельного участка у города.

## Руководство
Директор фабрики в 1914 году во времена «Товарищества Троицкой суконной фабрики» — Отто Карлович Ципсер, в 1917 году — директор-распорядитель К. И. Риш, директора — К. К. Риш, Э. К. Риш, А. Ф. Ренсгоф.
В 1939—1941 годы и после 1945 года директором фабрики был Иван Григорьевич Ручкин (1909—1970). В 1970-е — 1980-е годы директором предприятия был Владимир Фёдорович Парусов (1931—2001).
С 1986 года и по состоянию на 2015 год директор предприятия Иван Тимофеевич Почечуев (род. 1951).

## Собственники
Юридическое лицо, осуществляющее деятельность предприятия и владеющее его имуществом — открытое акционерное общество «Троицкая камвольная фабрика». По состоянию на 2007 год 50 % акций акционерного общества принадлежит немецкой компании Lanatex Dr. Wilhelm Schroder GmbH — производителю сырья и оборудования для текстильной промышленности из Неккарзульма.

## Показатели деятельности
Выручка предприятия в 2013 году составила 1,42 млрд руб, увеличившись в сравнении с предыдущим периодом на 5,5 %; чистая прибыль за 2013 год — 5,23 млн руб., снизившись в сравнении с 2012 годом без малого на 40 %.
Количество работников предприятия по состоянию на 2014 год — 440 человек, средняя зарплата на предприятии к 2014 году вышла на уровень около 22,5 тыс. руб. в месяц, что на 6 % выше уровня 2013 года.